# 手代森遺跡
手代森遺跡（てしろもりいせき）は、岩手県盛岡市手代森に所在する縄文時代の集落遺跡。

## 概要
北上川と大沢川の合流地点から400メートルほど離れた、北上川東岸の平野と北上山地に続く丘陵の間の段丘上、標高115メートル前後の場所にある遺跡で、大沢川の河川改修に伴い、1983年（昭和58年）度に試掘調査が、翌1984年（昭和59年）度に2600平方メートルの本調査が行われた結果、縄文時代前期（約6500～5000年前）と晩期（約3000～2300年前）の遺跡であることが判明した。
竪穴建物跡、建物状遺構、長方形柱穴列、土坑、焼土遺構・石囲炉、埋設土器などの遺構が発掘され、建物などがなくなったあとは土器などの捨て場に利用されていたことや、時期により少しずつ場所を移動しながら縄文時代晩期の全般にわたり集落が営まれていたことがわかった。

## 出土品
- 土器 - 縄文時代晩期の前葉から中葉
- 土製品 - 土偶のほか動物形、キノコ状、球状など
  - 破片の状態で発見された遮光器土偶は完全に復元され、1989年（平成元年）6月12日に国の重要文化財に指定された（岩手県立博物館所蔵）[2]。寸法は身長31センチメートル、体幅19センチメートル、厚さ9.5センチメートルで、重量は約1キログラムである[1]。頭や胴の一部に弁柄が残っており、製作当初は全体に塗られていたと考えられる[1]。
- 石器 - 石鏃・石槍など
- 石製品 - 石剣・独鈷石・石製円盤・石冠・岩版

## 所在地
- 〒020-0401 岩手県盛岡市手代森

## アクセス
- JR東日本岩手飯岡駅から車で15分